# Habronyx albifrons
Habronyx albifrons är en stekelart som först beskrevs av Maximilian Spinola 1851.  Habronyx albifrons ingår i släktet Habronyx och familjen brokparasitsteklar. Inga underarter finns listade i Catalogue of Life.